# Heinrich Busch
Heinrich Busch (* 28. Juni 1900 in Siegen; † 8. Januar 1929 in Duisburg) war ein deutscher Pianist und Komponist.

## Leben
Sein Vater war der Instrumentenbauer   Wilhelm Busch.
Er begann ein Studium in Köln, wo er sich bald als hervorragender Pianist hervortat. Nebenbei war er auch als Komponist von Liedern und Kammermusik bekannt.
Heinrich Busch war der Bruder des Dirigenten Fritz Busch, des Schauspielers Willi Busch, des Cellisten Hermann Busch sowie des Geigers Adolf Busch. Auch seine beiden Schwestern waren künstlerisch aktiv: Elisabeth Busch war Schauspielerin, und Magdalene Busch absolvierte bis zu ihrem frühen Tod eine Ausbildung als Ballett-Tänzerin.